# تيبوانا
شجرة أبو المكارم (الاسم العلمي: Tipuana) هو جنس، في قبيلة ساسماوية.

## أصنوفات
الأصنوفات الأدنى لهذا الكائن:
- كود سباركل
- تحديث القائمة

نوع:تيبوانا تيبو 
اسم علمي: Tipuana tipu

نوع:Tipuana auriculata 
اسم علمي: Tipuana auriculata

نوع:Tipuana erythrocarpa 
اسم علمي: Tipuana erythrocarpa

نوع:Tipuana fusca 
اسم علمي: Tipuana fusca

نوع:Tipuana heteroptera 
اسم علمي: Tipuana heteroptera

نوع:Tipuana lundellii 
اسم علمي: Tipuana lundellii

نوع:Tipuana praecox 
اسم علمي: Tipuana praecox

نوع:Tipuana sericea 
اسم علمي: Tipuana sericea

نوع:Tipuana speciosa 
اسم علمي: Tipuana speciosa